# Baradat-Esteve (motor)
Baradat-Esteve fou una marca de motors fruit de l'empenta dels enginyers Claudio Baradat Guillé i Carlos Esteve, que van presentar el 1913 i 1923 un motor toroïdal a Barcelona, i fins i tot el van provar en un cotxe Austin Seven i camions de l'exèrcit.

## Història
Cercant sempre reduir la secció frontal dels motors d'aviació, perquè en aquells anys el més normal era el motor en estrella i a més rotatiu (girava tot el motor amb l'hèlix, mentre que el cigonyal era solidari amb la bancada), després de moltes proves, van arribar a aquesta solució.
El motor, del que es van fer dotze prototips, va presentar molts problemes d'estanquitat, i deficiències de refrigeració, que amb l'ús de materials que perdien les seves característiques amb la temperatura, no van fer rendible el projecte, i amb l'esclat de la guerra civil espanyola es va abandonar.

## Funcionament
L'arquitectura toroïdal del motor, en el que els pistons es mouen en un anell al voltant de l'eix motor, d'aquí el seu nom, en què el cilindre està format per dos semicàrters que contenen l'aigua de refrigeració, i en un altre càrter se situen els engranatges encarregats de transmetre el moviment oscil·lant, dels pistons, a l'arbre motor, no està ben clar si el cicle és semidièsel (dièsel dos temps) o Otto dos temps, en tot cas si que es veu que els cilindre té llumeneres.